# Arēna Rīga
Arēna Rīga – hala widowiskowo-sportowa z lodowiskiem w Rydze na Łotwie.

## Sport
W obiekcie odbywają się mecze hokeja na lodzie. Na co dzień swoje spotkania rozgrywa drużyna Dinamo Riga w rosyjskich rozgrywkach KHL, koszykówki oraz koncerty.
W hali odbywały się mecze turniejów mistrzostw świata w hokeju na lodzie mężczyzn elity edycji 2006, 2021.
21 stycznia 2012 w hali odbył się Mecz Gwiazd KHL.

## Koncerty
Na arenie występowały następujące gwiazdy światowego formatu: 2Cellos, 30 Seconds to Mars, A-ha, Al Bano, Apocalyptica, Avril Lavigne, Backstreet Boys, Bastille, Billy Idol, Björk, Black Sabbath, Bryan Adams, Bonnie Tyler, Chris Norman, Chris Rea, Combichrist, DDT, Deep Purple, Depeche Mode, Ed Sheeran, Elton John, Enrique Iglesias, Eric Clapton, Eros Ramazzotti, Faithless, Gojira, Gotan Project, Gregorian, Hurts, Iggy Pop, Imagine Dragons, James Blunt, James Brown, Jean-Michel Jarre, Katie Melua, Katy Perry, Kiss, Korn, Kylie Minogue, Lana Del Rey, Lenny Kravitz, Limp Bizkit, Linkin Park, Lou Reed, MakSim, Mariah Carey, Marilyn Manson, Iron Maiden, Metallica, Mika, Mireille Mathieu, Muse, Nazareth, Ozzy Osbourne, Patricia Kaas, Paul Mauriat, Pet Shop Boys, Pink, Placebo, Queen + Paul Rodgers, Rammstein, R.E.M., Rihanna, Ringo Starr, Robbie Williams, Scorpions, Seal, Sex Pistols, Sigur Rós, Simply Red, Sofia Rotaru, Smokie, Suzi Quatro, Sting, Tiësto, Tokio Hotel, Toto Cutugno, Vanessa Mae, Vitas, Zemfira.